# James Bell
James Tahj Mainor-Bell (Plainfield, Nueva Jersey, 7 de febrero de 1992) es un baloncestista estadounidense que juega en el Passlab Yamagata Wyverns de la B.League japonesa.

## Carrera
Jugador formado en los Villanova Wildcats donde jugó desde 2010 a 2014. Tras no ser elegido en el Draft de la NBA de 2014, se marchó a Italia para jugar en el Guerino Vanoli Basket donde realizó una gran temporada.
En la temporada 2015-16 firma por el SLUC Nancy Basket.
El 7 de julio de 2021, firma por el Anwil Włocławek de la Polska Liga Koszykówki.